# Groblershoop
Groblershoop is een dorp in de gemeente !Kheis in de Zuid-Afrikaanse provincie Noord-Kaap. Het ligt ongeveer 10 km ten oosten van de Oranjerivier.
Groblershoop is in 1914 gesticht op de boerderij "Sternham", maar werd in 1939 hernoemd naar Piet Grobler, een voormalige minister van Landbouw. De regio ontwikkelde zich na de bouw van de Boegoeberg Dam en waterkanalen in 1929. De Groblershoop regio is een belangrijk productiegebied van wijn.

## Trivia
De Sishen-Saldanha Spoorlijn kruist de nationale weg N10 net ten noorden van Groblershoop en het Witsand Natuurreservaat ligt 59 km noord-oost van Groblershoop.